# Galenstock
Il Galenstock (3.583 m s.l.m.) è una montagna svizzera delle Alpi Urane (Alpi Bernesi).

## Descrizione
Si trova sulla linea di confine tra i cantoni Vallese e Uri.
Fu salita per la prima volta il 18 agosto 1845 da Eduard Desor senior, Eduard Desor junior e Daniel Dollfuss, con le guide H. Währen, M. Bannholzer, P. Brigger e H. Jaun

## Rifugi alpini
Per favorire l'ascesa alla vetta e l'escursionismo di alta quota sui fianchi del monti vi sono alcuni rifugi alpini:
- Hotel Tiefenbach - 2.109 m
- Albert Heim hut - 2.542 m